# Newt V. Mills
Newt Virgus Mills, född 27 september 1899 i Ouachita Parish i Louisiana, död 15 maj 1996 i Monroe i Louisiana, var en amerikansk politiker (demokrat). Han var ledamot av USA:s representanthus 1937–1943.
Mills efterträdde 1937 Riley J. Wilson som kongressledamot och efterträddes 1943 av Charles E. McKenzie.